# Synthèse vocale

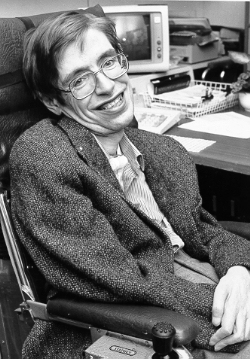
Stephen Hawking était l'une des personnes les plus connues utilisant ce genre de technique pour communiquer.

La synthèse vocale est une technique informatique de synthèse sonore qui permet de créer de la parole artificielle à partir de n'importe quel texte. Pour obtenir ce résultat, elle s'appuie à la fois sur des techniques de traitement linguistique, notamment pour transformer le texte orthographique en une version phonétique prononçable sans ambiguïté, et sur des techniques de traitement du signal pour transformer cette version phonétique en son numérisé écoutable sur un haut-parleur.
Il s'agit, comme la reconnaissance vocale, d'une technologie permettant de construire des interfaces vocales. Parmi les applications, on peut citer la vocalisation d'écrans informatiques pour les personnes aveugles ou fortement malvoyantes (lecteur d'écran), ainsi que de nombreuses applications de serveurs vocaux téléphoniques, comme les annuaires vocaux de grande taille, où la synthèse vocale est la seule technique viable pour permettre la restitution sonore des noms et des adresses des abonnés.

## Historique

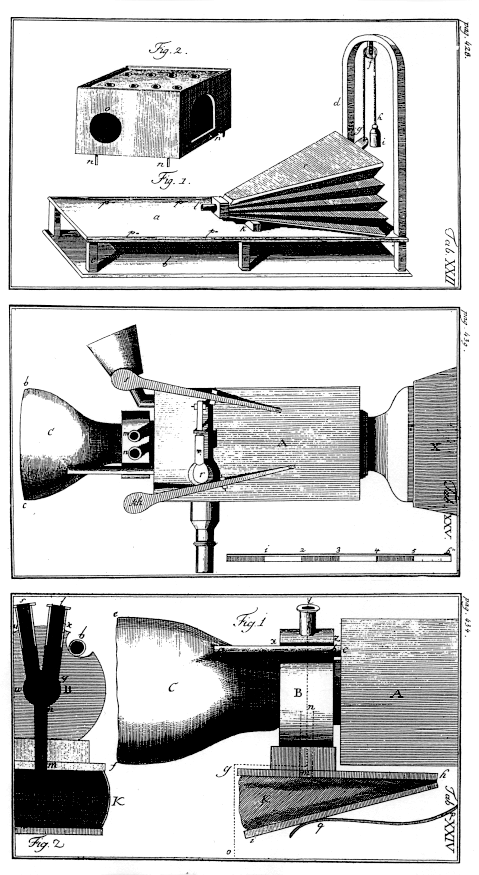
Dessin du synthétiseur vocal de Von Kempelen (1791).

Les enjeux de la synthèse vocale sont posés en 1761 par le mathématicien Leonhard Euler : « Ce seroit sans doute une des plus importantes découvertes, que de construire une machine qui fût propre à exprimer tous les sons de nos paroles, avec toutes les articulations. Si l’on réussissoit jamais à exécuter une telle machine, & qu’on fût en état de lui faire prononcer toutes les paroles par le moyen de certaines touches, comme d’une orgue ou d’un clavecin, tout le monde seroit avec raison surpris d'entendre, qu’une machine prononçât des discours entiers, ou des sermons qu’il seroit possible d'accompagner avec la meilleure grace. Les prédicateurs & les orateurs, dont la voix n’est pas assez forte ou agréable, pourroient alors jouer leurs sermons & discours sur une telle machine, tout de même que les organistes jouent des piéces de musique. La chose ne me paroît pas impossible. » Au moins quatre inventeurs ont apporté une contribution au XVIIIe siècle : Christian Gottlieb Kratzenstein, l'Abbé Mical (de), Erasmus Darwin et Wolfgang von Kempelen.
Plusieurs générations de techniques ont été proposées pour la tâche de synthèse vocale.
La toute première reposait sur une sorte d'instrument à vent conceptualisé par le baron Von Kempelen en 1784 et décrit dans un livre en 1791,. Cet instrument était constitué de divers étages destinés à reproduire des organes humains entrant en jeu dans la production sonore. Cette machine a été l'objet de nombreuses répliques et adaptations. Le résultat était très approximatif.
La seconde génération, populaire entre 1965 et 1985, est appelée synthèse vocale par règles ou synthèse vocale par formants. Elle est basée sur la modélisation paramétrique du spectre sonore de la parole, notamment à partir de ses formants mesurés en Hz. Des règles servent à décrire l'évolution temporelle des formants et des paramètres associés, ce qui permet de générer un spectre sonore artificiel à partir duquel on obtient le signal acoustique de synthèse. Cette technique, qui est entièrement synthétique, était compatible avec la mémoire informatique limitée disponible à cette époque.
Une troisième génération de techniques, semi-synthétiques, a ensuite été développée dès lors qu'on pouvait stocker de façon permanente dans une mémoire informatique des durées suffisantes de parole naturelle. Les techniques ont alors consisté à assembler (à « concaténer ») des petits segments élémentaires de parole naturelle pour constituer n'importe quel énoncé synthétique souhaité.
La première technique de cette génération est la synthèse vocale par diphones. Les sons synthétisés sont en fait des segments d'enregistrement de parole artificiellement attachés les uns à la suite des autres. Cette technique peut être produite pour le français à partir d'une base de 1 200 diphones, ce qui nécessite de stocker en tout quelque 120 secondes de parole, soit environ 2 mégaoctets de son numérisé. La parole synthétisée semble plus naturelle que celle produite par règles, mais des problèmes persistent lorsque la longueur de phonème, l'intonation et l'accent tonique sont pris en compte. Pour remédier à ces problèmes, il est possible d'augmenter la quantité d'extraits sonores à utiliser pour la concaténation. Plusieurs extraits pour un même diphone peuvent être utilisés dans un même contexte, et plusieurs types de contextes (intonation, accent, type de phrase) peuvent avoir chacun leurs diphones. On parle alors de synthèse par sélection de diphones ou sélection d'unités (Unit Selection). Ceux-ci sont ensuite utilisés lors de la synthèse vocale de façon à réduire les mauvaises transitions. Cette amélioration peut demander des bases de données de diphones de plusieurs mégaoctets, voire de plusieurs gigaoctets.

## Techniques

### Transcription phonétique
La première opération à réaliser par un logiciel de synthèse vocale est de transcrire le texte, généralement écrit sous une forme orthographique, en une séquence de phonèmes, qui représentent exactement les sons qui doivent être prononcés. La technique classique pour réaliser la transcription phonétique est d'appliquer à la suite de lettres composant le texte une série de règles de réécritures dépendant du contexte. En français, mais encore plus en anglais, il est aussi nécessaire de connaître la catégorie grammaticale de certains mots : par exemple dans la phrase « les présidents président » la catégorie grammaticale du mot « président » détermine sa voyelle finale (« e » muet ou le digramme « en »). Enfin pour les mots dont la prononciation n'est pas régulière, et notamment pour les noms propres, on stocke tout simplement leur transcription phonétique dans un lexique d'exception.

### Formants
La synthèse par formants repose typiquement sur la description des trois premiers formants du spectre de la parole. Chaque formant (maximum du spectre de parole) est classiquement décrit par trois paramètres, sa fréquence (en Hz), son amplitude (en dB) et sa bande passante (en Hz). L'amplitude représente l'intensité du signal à la fréquence du formant tandis que la bande passante représente la largeur du spectre autour du maximum formantique.

### Intonation et prosodie
L'intonation constitue l'un des trois éléments de la prosodie, les deux autres paramètres prosodiques étant le rythme et l'intensité. En fait, pour être perçue comme naturelle, la synthèse vocale nécessite d'imiter une prosodie naturelle dans son ensemble. Ceci nécessite de reproduire aussi un rythme naturel, c'est-à-dire une durée naturelle des sons élémentaires (phonèmes). Quant à l'intensité, qui correspond aussi au volume sonore, elle est beaucoup moins critique que l'intonation ou le rythme pour obtenir un rendu naturel.
On entend par intonation d'une phrase le parcours mélodique de la voix pendant la prononciation de la phrase. L'intonation se mesure par la fréquence fondamentale de la voix. C'est une fréquence variable au cours du temps correspondant à la fréquence de vibration des cordes vocales pendant l'énonciation de la phrase, et qui s'observe aisément comme la périodicité du signal vocal. Typiquement la fréquence fondamentale d'une voix masculine possède une plage de variation dans la zone des 80 Hz à 150 Hz tandis que celle d'une voix féminine se situera plutôt dans la zone des 140 Hz à 200 Hz.
L'intonation est une caractéristique importante de la voix naturelle, qui dépend également très fortement de la langue concernée et du contenu linguistique de la phrase. Pour les langues à tons comme le chinois mandarin ou cantonais, l'intonation conditionne même le sens des mots. En français, plus simplement, elle est une caractéristique reliée au type de phrase (affirmative, impérative, interrogative) et à la position des mots dans la phrase (intonation descendante en fin de phrase), et parfois reliée à la mise en valeur de certains mots (emphase). En tout cas, pour donner une impression de voix naturelle, la voix synthétique doit s'efforcer d'imiter l'intonation naturelle, et, à l'inverse, un énoncé synthétisé sans intonation est perçu comme anormal ; à la limite une voix synthétisée avec une fréquence fondamentale absolument constante, est perçue comme totalement artificielle (« voix de robot »).

### Diphones
Un diphone représente la transition entre deux phonèmes successifs.

## Logiciels capables de générer de la synthèse vocale
Quelques exemples :

### Libres
- Festival (Linux)
- eSpeak (Linux, Windows, Mac OS, Android)
- SherpaTTS (Android)
- ChineseTTStflite (Android)
- RHVoice (Android)
- FreeTTS (en) (Java)
- ChatterboxTTS ()
- Sayz Me (Windows).

### Propriétaires
Gratuits
- Utauloid (synthétiseur vocal), MBROLA (synthétiseur vocal), Yread (Windows, compatible avec le protocole SAPI 5.1), DSpeech (Windows, compatible avec le protocole SAPI 5.1), TTSReader (synthétiseur vocal).

Payants
- Vocaloid
- ReadSpeaker
- Voxygen
- Voice Reader (Windows)
- Naturally Speaking (Windows)
- Cepstral Swift (Windows Linux et Mac OS X)
- SnapVoice (Windows)
- eLite (Windows & Linux)
- Digit PC (Windows)
- Infovox Desktop (Windows) et Infovox iVox (Mac OS X)
- Intelligent Speaker (Chrome, Firefox)
- Speechissimo (Mac OS X)
- Proloquo (Mac OS X)
- GhostReader (Mac OS X)
- VoiceOver (Apple)
- DECtalk (en) software (Linux)
- Zyyne (en ligne)
- logiciels AIACA (clé USB)